# Sundtjärnarna (Jokkmokks socken, Lappland, 737941-171770)
Sundtjärnarna är en sjö i Jokkmokks kommun i Lappland och ingår i Luleälvens huvudavrinningsområde.